# 源成信
源 成信（みなもと の なりのぶ）は、平安時代中期の貴族。村上天皇の孫。兵部卿・致平親王の子。官位は従四位上・右近衛権中将。

## 経歴
3歳の時に父である親王が出家し、その後臣籍降下が行われたとみられるが時期は不明。藤原道長室である源倫子は母方の叔母にあたり、その縁で道長の猶子となる。長徳2年（996年）昇殿。民部権大輔を経て、長徳4年（998年）右近衛権中将に任ぜられ、のち備中守を兼帯。長保2年（1000年）従四位上に至る。長保3年（1001年）2月3日夜に「光少将」と呼ばれ共に美男と並び称された左近衛少将・藤原重家と相具して三井寺へ赴き、慶祚阿闍梨の室において剃髪出家した。
万寿4年（1027年）藤原道長の薨去時、善知識の一人として近侍。長命であり、後朱雀天皇代の長久年間（1040-1044年）頃まで生存していたらしい。

## 人物
容貌・性格ともに優れ、照る中将と綽名され一世を風靡した美男であった。中宮・定子サロンの常連であったらしく、『枕草子』に「成信の中将」、また「大殿（道長を指す称）の新中将」として登場し、宮廷女官の間でも人気があったことが窺える。人の声を聞き分けるのが得意であったという。

## 出家の経緯
「照る中将」「光る少将」がうち揃って出家したことは貴族社会を揺るがした一大事件にほかならず、翌日その報が京に届くと、道長も顕光も、仰天して三井寺へ赴いた。
左大臣（藤原道長）の猶子と右大臣（藤原顕光）の一人子という、共に前途有望な貴公子である二人が、なぜ世を厭うに至ったのか。それについてさまざまな推測がなされ、後世、多くの作品に脚色された。『権記』は、前年道長が大病に罹患した時、成信は看病に当たったが、病状が進行するにつれ、童子・下僕が疎かにして怠けるようになったので、人心の変改を儚んで発心するに至ったと記す。また、ある人の話として、成信と重家は豊楽院の荒廃を見て、無常観を喚起されたという。しかし、二人の出家にはもっと深層的な原因もあるように思える。
当時宮廷貴族の間には出家遁世に憧れる空気があり、浄土思想の浸透と共に若年層の厭世観は日増しに強くなって行った。成信を指して「中心を隔てざる人」という親友藤原行成の『権記』には、成信が行成とその従弟近衛少将・藤原成房と同車して比叡山横川の飯室（成房の父、行成の叔父である元中納言・藤原義懐が出家して隠棲していた）をたびたび訪れ、一夜を語り明かした、という記事が少なからずある。また現実に中関白家の急速な没落と定子皇后の悲運は人々に現世の無常と生死の不定を実感させ、そうした厭世の風潮を助長したに違いない。特に長保2年（1000年）12月、定子の崩御後、中関白家および定子サロンと親しかった者は大きな喪失感を抱いたと思われる。成信・重家の出家も定子の七七忌を間近に控えてのことであり、定子崩御が発心の直接の契機でないにせよ、一つの素因となった事実は否めない。また、成信の場合、定子サロンの一員でありながら道長家の一員として中宮彰子擁立の流れに巻き込まれつつあった特殊な事情も考慮される（定子のために出家することは、自分を庇護してきた道長・倫子夫妻への敵対を意味することになる）。なお、成信出家の数日前、彼が出家することを行成が夢に見て、それを彼に告げると、彼は「正夢也」と笑って答えたといい、その時既に腹を決めていたと見える。
成信が「世を背いた」時に、一条左大臣室（雅信の室、成信の外祖母）が装束を、伊勢大輔が麻の衣を贈ったことが、それぞれ『新勅撰和歌集』『伊勢大輔集』に見える。また、『拾遺和歌集』にはこの時藤原公任が行成に贈った和歌も採録されている。

## 官歴
- 長徳2年（996年） 正月5日：昇殿[6]
- 長徳3年（997年） 8月1日：見民部権大輔[7]
- 長徳4年（998年） 10月23日：右近衛権中将[8]
- 長保元年（999年） 正月：禁色
- 長保2年（1000年） 4月7日：従四位上[7]
- 長保3年（1001年） 2月3日：出家（従四位上行右近衛権中将兼備中守）[7]

## 系譜
- 父：致平親王
- 母：源雅信の娘
- 妻：源兼資の娘[9]
- 生母不明の子女
  - 男子：源公綱 - 源憲定の養子